# Pavlov (Benešov)

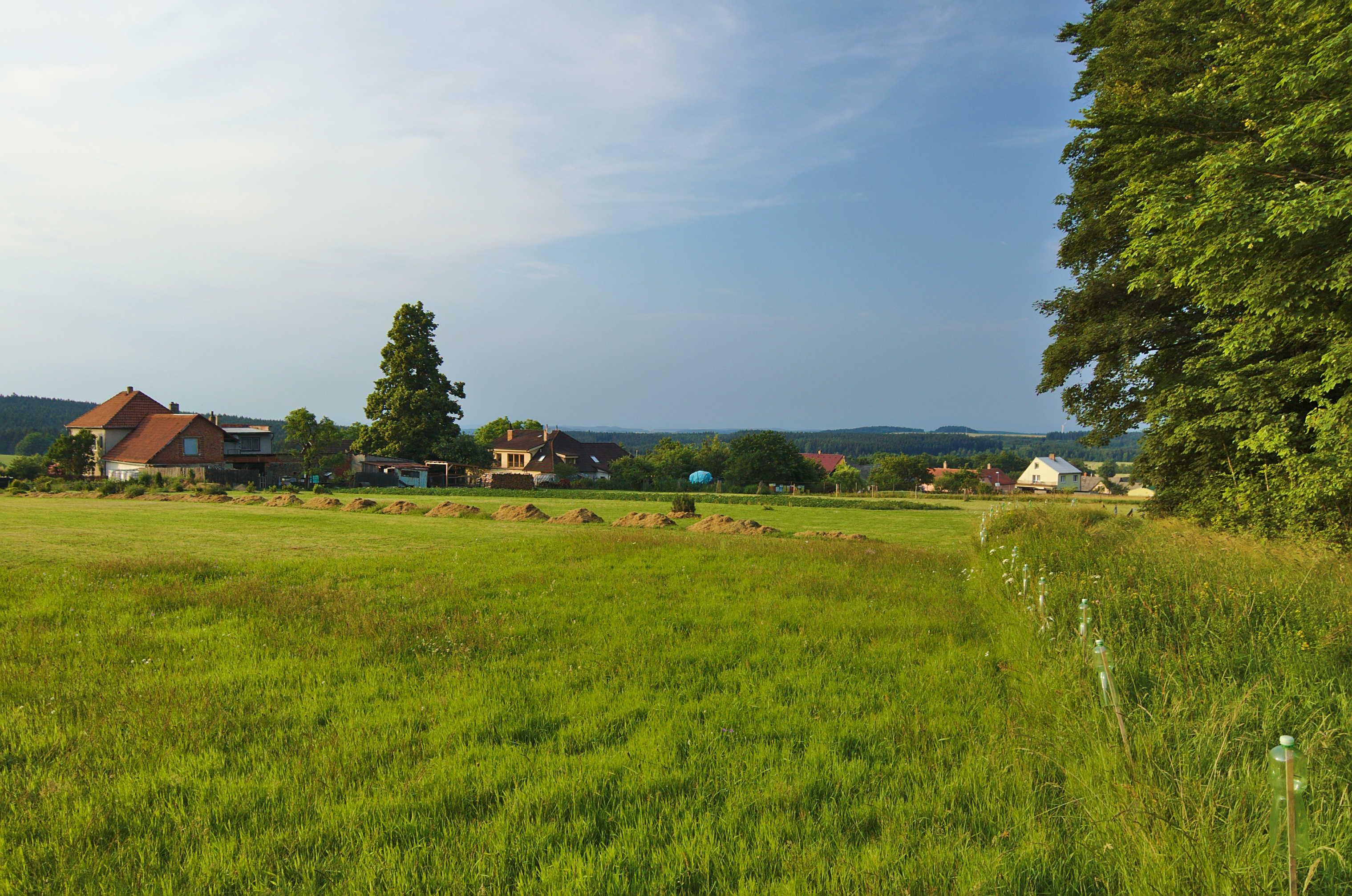
Blick auf Pavlov

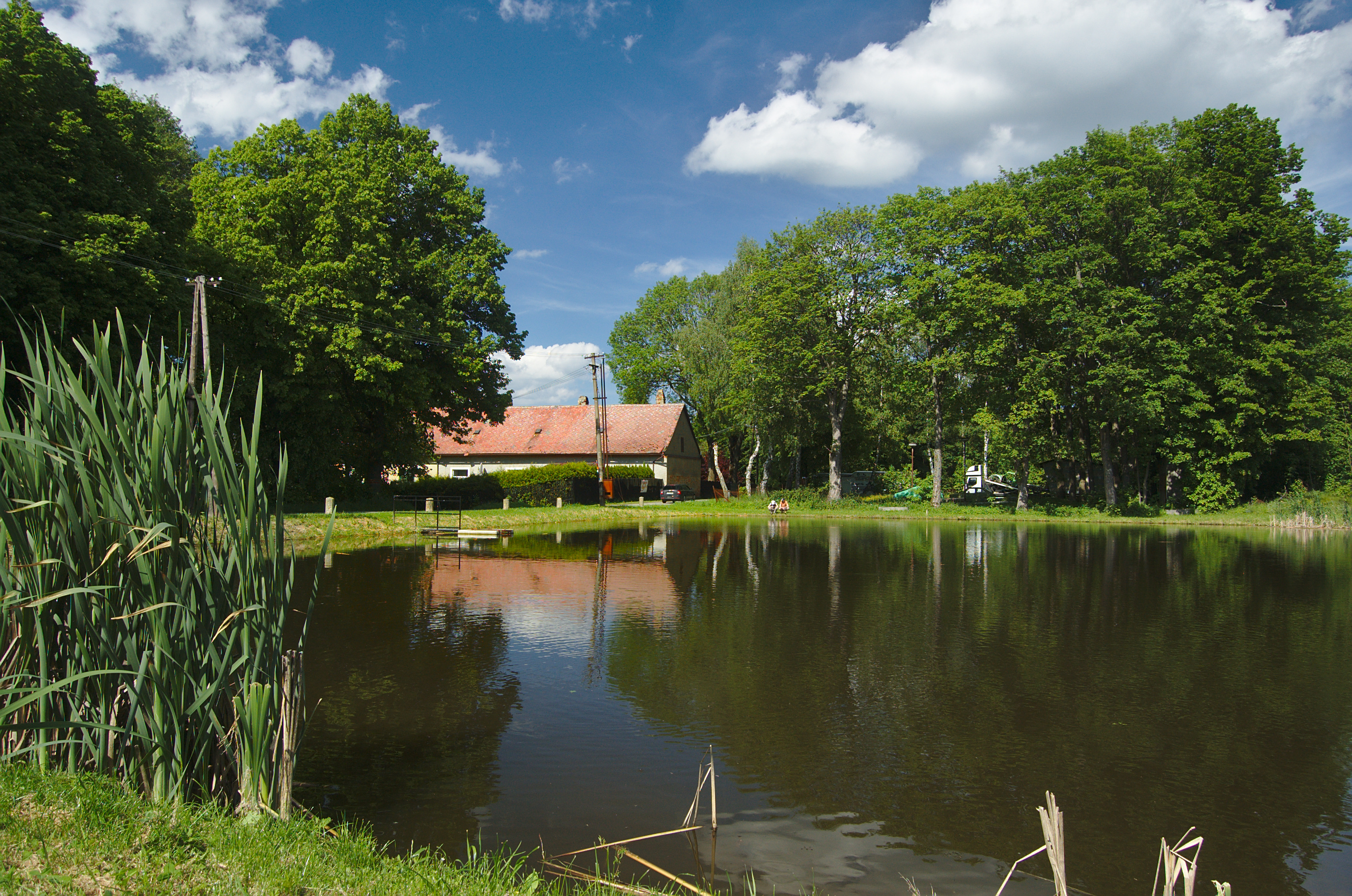
Teich in Pavlovský Dvůr

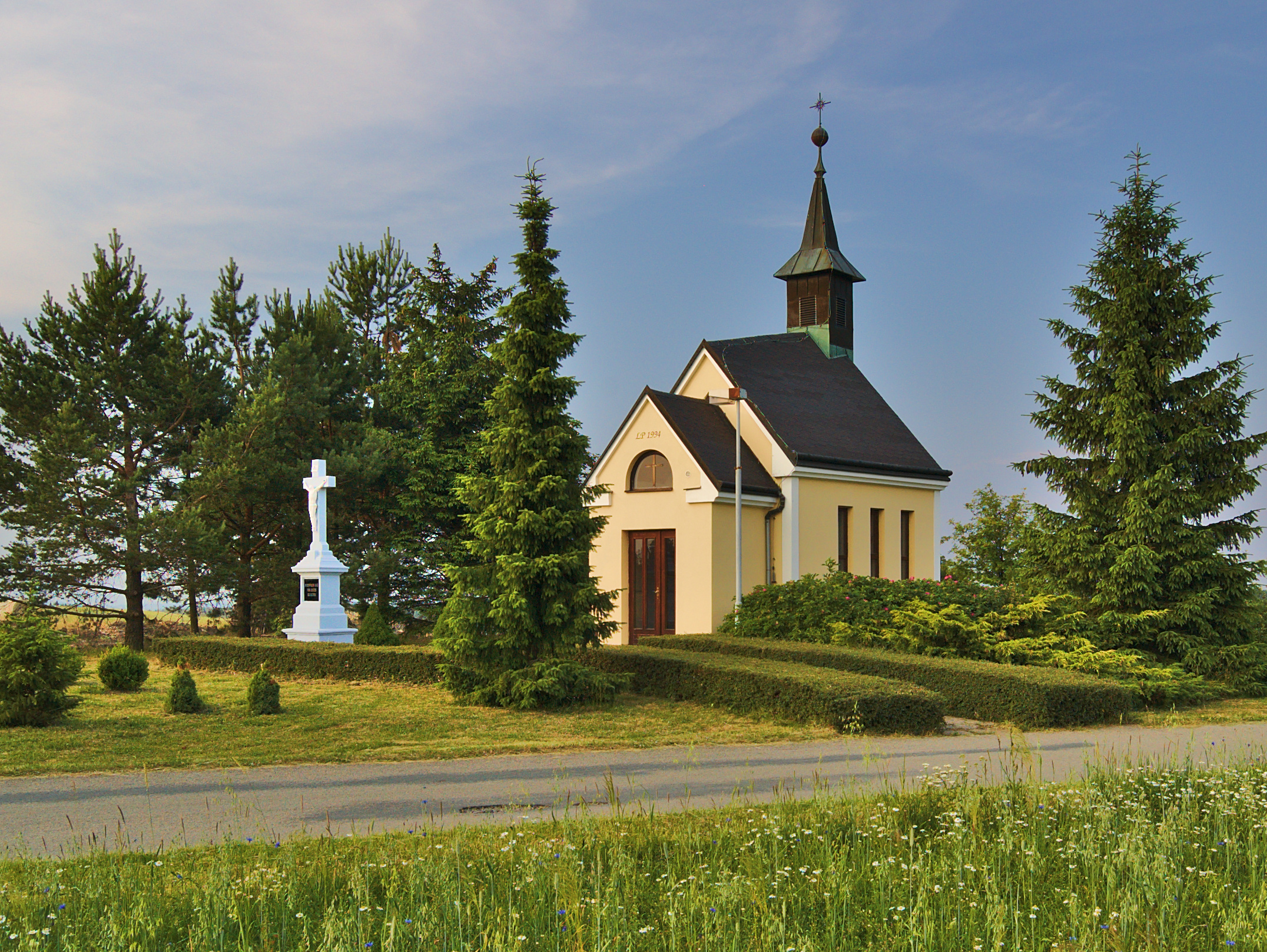
Kapelle Mariä Schmerzen

Pavlov (deutsch Pawlow, 1939–45 Pawlau) ist eine Grundsiedlungseinheit der Gemeinde Benešov in Tschechien. Sie liegt zehn Kilometer nordöstlich von Boskovice und gehört zum Okres Blansko.

## Geographie
Das Zeilendorf Pavlov befindet sich am Rande des Naturparks Řehořkovo Kořenecko auf einer Hochfläche im Drahaner Bergland. Nördlich erheben sich der Paprč (721 m. n.m.) und die Skalka (660 m. n.m.), im Nordosten der Javorník (679 m. n.m.), die Skály (685 m. n.m.) und die Horní díly (686 m. n.m.), östlich die Borky (692 m. n.m.), im Süden die Skalky (735 m. n.m.) sowie nordwestlich die Horka (720 m. n.m.). Nördlich von Pavlov verläuft die von Žďárná kommende und bis Brodek u Konice unterbrochene Staatsstraße II/373; sie geht bei Pavlovský Dvůr in die Straße III/37356 über. Um Pavlov entspringen mehrere Bäche: Am nördlichen Ortsrand liegt die Quelle der Bělá, deren Oberlauf durch die Sümpfe des Naturreservates Pavlovské mokřady führt. Östlich des Dorfes entspringen der Bukový potok und die Zábrana, südlich die Žďárná.
Nachbarorte sind Žleb und Horní Štěpánov im Norden, Pavlovský Dvůr, Brodek u Konice, Dešná, Labutice, Jednov und Lipová im Nordosten, Buková im Osten, Protivanovský Mlýn, Malé Hradisko und Protivanov im Südosten, Skelná Huť im Süden, Suchý, Velenov und Vratíkov im Südwesten, Benešov im Westen sowie Vážany, Knínice und Kořenec im Nordwesten.

## Geschichte
Die mit dichten Wäldern bestandene Gegend gehörte im Jahre 1078 zum Stiftungsgut des mährischen Fürsten Otto I. für das Kloster Hradisko. Durch das Kloster erfolgte die Ansiedlung deutscher Glasmacherfamilien im Gebirge. Eine dieser Waldglashütten entstand am Rothenbach (Bělá);  bei der Glashütte wurde die Glasmachersiedlung Benýška gegründet. Die Ansiedlung Benýška erlosch später wieder.
Im Jahre 1755 ließ der Hradischer Abt Paul Wazlawik (Pavel Ferdinand Václavík) auf den Fluren von „Benysska“ einen Klosterhof errichten, der ihm auch als Residenz diente. 1762 erwarb die Abtei Hradisch noch 302 Metzen und zwei Achtel Land einschließlich des Waldes Suhoř im Austausch gegen andere Gründe von der Herrschaft Boskowitz. Darauf gründete der Abt Paul die nach seinem Taufnamen benannte Kolonie Pawlow.
1783 erfolgte im Zuge der Josephinischen Reformen die Auflösung des Klosters Hradisch, die Güter fielen dem Religionsfonds zu. Der Paulhof wurde dem Verfall überlassen; die entbehrlichen Grundstücke wurden zur Bestiftung der alten und neuer Ansiedler von Pawlow verwendet. 1825 erwarb Karl von Strachwitz-Großzauche und Kamenitz meistbietend die ehemaligen Schebetauer Klostergüter. Er ließ 1829 den Hof wiederaufbauen und dort eine Branntweinbrennerei errichten. 1837 hinterließ er die Herrschaft seinem zweiten Sohn Moritz.
Im Jahre 1835 bestand das im Olmützer Kreis gelegene Dorf Pawlow aus 28 Häusern mit 154 mährischsprachigen Einwohnern. Haupterwerbsquelle bildete die Landwirtschaft. Im Ort gab es eine Windmühle. Abseits lag der herrschaftliche Meierhof mit Brennerei. Pfarr- und Schulort war Beneschau; der Amtsort Schebetau. Bis zur Mitte des 19. Jahrhunderts blieb Pawlow der Allodialherrschaft Schebetau untertänig.
Nach der Aufhebung der Patrimonialherrschaften bildete Pavlov / Pawlow ab 1850 einen Ortsteil der Gemeinde Benešov / Beneschau im Gerichtsbezirk Boskowitz. Ab 1869 gehörte Pavlov zum Bezirk Boskowitz; zu dieser Zeit hatte das Dorf 235 Einwohner und bestand aus 33 Häusern. Im Jahre 1900 hatte Pavlov 221 Einwohner, 1910 waren es 243. Nach dem Ersten Weltkrieg zerfiel der Vielvölkerstaat Österreich-Ungarn, das Dorf wurde 1918 Teil der neu gebildeten Tschechoslowakischen Republik. Beim Zensus von 1921 lebten in den 37 Häusern von Pavlov 240 Personen, darunter 233 Tschechen und fünf Deutsche. 1930 lebten in den 38 Häusern von Pavlov 225 Menschen. Von 1939 bis 1945 gehörte Pavlov / Pawlau zum Protektorat Böhmen und Mähren. Im Jahre 1947 zerstörte ein durch Blitzeinschlag umstürzender Baum den Glockenturm. 1950 lebten 198 Menschen in Pavlov. Im Zuge der Gebietsreform von 1960 wurde der Okres Boskovice aufgehoben und das Dorf dem Okres Blansko zugeordnet; seit dieser Zeit wird Pavlov nicht mehr als Ortsteil von Benešov geführt. Nach der Samtenen Revolution 1989 wurde auf Initiative des Benešover Pfarrers Kozár 1994 die Kapelle errichtet und geweiht. Beim Zensus von 2001 lebten in den 44 Häusern des Dorfes 106 Personen. 

## Ortsgliederung
Zu Pavlov gehört die Einschicht Pavlovský Dvůr (Pawlower Hof).
Pavlov ist Teil des Katastralbezirkes Benešov u Boskovic.

## Sehenswürdigkeiten
- Kapelle Mariä Schmerzen, geweiht 1994. Nachdem der Glockenturm des Dorfes 1947 bei einem Gewitter zerstört worden war, konnte nach dem Februarumsturz von 1948 kein Wiederaufbau durchgeführt werden. Der Bau der Kapelle wurde nach der Samtenen Revolution vom Benešover Pfarrer Kozár angeregt und am 5. Juli 1993 auf einer Einwohnerversammlung beschlossen. Eine Sammlung der Pfarrei erbrachte 56.000 Kč, den Bauplatz stiftete eine Einwohnerin. Die Landwirtschaftsgenossenschaft Sloup spendete 25 Doppelzentner Kalk und die Boskovicer Familie Mensdorff-Pouilly 4000 Ziegel. Der am 12. März 1994 begonnene Bau wurde durch die harte Arbeit der Bewohner des Dorfes und weiterer Helfer bereits Anfang September vollendet und am 17. September 1994 geweiht.[3]
- Steinernes Kreuz, vor der Kapelle
- Ehemaliger Hof Pavlovský dvůr, eine lateinische Inschrift erinnert an die Errichtung des Hofes an dem Platz, wo einst das Dorf Benysska gelegen hat.
- Naturreservat Pavlovské mokřady, nördlich von Pavlov

## Söhne und Töchter des Ortes
- Joseph Alois von Helm (1795–1849), Rechtswissenschaftler, Rektor und Dekan der Universität Olmütz